# Annaskolan
Annaskolan var en flickskola som grundades i Stockholm år 1924 av Ester Edelstam. Skolan prövade nya pedagogiska metoder som koncentrationsläsning av endast ett par ämnen i taget vilket gav eleven tillfälle till fördjupning i studierna. En större del av skolarbetet utfördes under skoltid och endast få läxor gavs. Skolan strävade även efter koncentration i tiden, samma tidsskeden lästes i historia, litteratur-, konst- och kyrkohistoria. Skolan var inhyst i Timmermansordens hus vid Eriksbergsgatan 15. Metoderna fortsatte att tillämpas i Annaskolan-Detthowska skolan efter sammanslagningen med Detthowska skolan 1933.